# Диселенид марганца
Диселенид марганца — бинарное неорганическое соединение
марганца и селена с формулой MnSe2,
кристаллы,
не растворяется в воде.

## Получение
- Сплавление стехиометрических количеств чистых веществ:

{\displaystyle {\mathsf {Mn+2Se\ {\xrightarrow {T}}\ MnSe_{2}}}}

## Физические свойства
Диселенид марганца образует кристаллы
кубической сингонии,
пространственная группа P a3,
параметры ячейки a = 0,6417 нм, Z = 4.
Не растворяется в воде.